# Abbie Cornish
Abbie Leene Cornish (Lochinvar, 7 de agosto de 1982) é uma atriz australiana, vencedora do prêmio AFI. Ela é bem conhecida na Austrália por uma série de papéis na TV e no cinema, incluindo "Penne" na série Life Support, e seu desempenho no filme Somersault, o que lhe valeu alguns prêmios.

## Biografia
Cornish nasceu na Austrália, como a segunda de cinco filhos. Seu pai atua no ramo de reciclagem e sua mãe é uma fotógrafa amadora. Sua família reside atualmente em Hunter Valley. Foi namorada do ator Ryan Phillippe, eles se conheceram no set do filme Stop-Loss - A Lei da Guerra enquanto Phillippe ainda estava casado com a atriz Reese Witherspoon. Phillippe e Abbie participaram do 40º aniversário da marca Calvin Klein em Cockatoo Island em Sydney, em 16 de dezembro de 2008.
Cornish, é vegetariana desde os treze anos de idade, em 2008, ela foi eleita a vegetariana mais sexy da Austrália. Aprendeu a dirigir aos doze anos de idade e toca piano e guitarra. É muito amiga de Rose Byrne e do ator John O'Hare que co-estrelou com ela em Wildside. Suas atrizes favoritas são Cate Blanchett e Samantha Morton. Abbie em 2007 ficou em 80º lugar na lista da revista Maxim, que elege as mulheres mais sexy do mundo.

### Carreira
Sua carreira começou aos treze anos de idade, quando ela começou a trabalhar como modelo depois de chegar a final do concurso Dolly Magazine. Aos dezesseis anos, Abbie começou a fazer pequenos papéis na TV, mas sua intenção era prosseguir carreira como médica veterinária. Em 1999, Abbie foi premiada com o Australian Film Institute Young Actor's Award pelo seu papel na série da ABC, Wildside logo depois da série, ofereceram-lhe seu primeiro papel em um longa-metragem, The Monkey's Mask. Aos dezessete, Abbie viajou para os Estados Unidos e Europa Ocidental durante um período de seis meses, antes de regressar a sua carreira de atriz. Em 2001, Abbie aterrou no papel de Reggie McDowell, um personagem da série de TV australiana, Outriders.
Em 2004, Abbie apareceu no premiado curta Everything Goes com Hugo Weaving. Recebeu os prêmios Australian Film Institute Award de Melhor Atriz em um Papel de Liderança, Melhor Atriz no FCCA e IF Awards de  Melhor Performance no Miami International Film Festival por seu papel em Somersault de 2004, o filme deu a ela proeminência internacional. Abbie recebeu ampla aclamação da crítica por seu papel em Candy de 2006, que ela estrelou com Heath Ledger, e estrelou em Um Bom Ano, Elizabeth: A Era de Ouro e Stop-Loss - A Lei da Guerra, dirigido por Kimberly Peirce. Abbie foi considerada para o papel de "Briony" aos 18 anos no filme Atonement de 2007, mas desistiu por causa das filmagens de Elizabeth: A Era de Ouro. Também foi sondada para estrelar como Catherine Earnshaw na próxima versão do filme Wuthering Heights, mas acabou sendo substituída por Gemma Arterton. Em 2011, interpretou Wally Winthrop no filme W.E - O Romance do século, escrito por Madonna e Alek Keshisshian e dirigido por Madonna. Em 2014 ela fez a personagem Clara Murphy no remake de Robocop de José Padilha.Em 2017 ela fez a personagem Agente Sarah Wilson no filme Geostorm.

## Filmografia

### Filmes
| Ano  | Título                                        | Papel                   | Nota              |
| ---- | --------------------------------------------- | ----------------------- | ----------------- |
| 2000 | The Monkey's Mask                             | Mickey Norris           |                   |
| 2003 | Horseplay                                     | Becky Wodinski          |                   |
| 2004 | One Perfect Day                               | Emma Matisse            |                   |
| 2004 | Somersault                                    | Heidi                   |                   |
| 2004 | Everything Goes                               | Brianie                 | Curta-metragem    |
| 2006 | Candy                                         | Candy                   |                   |
| 2006 | A Good Year                                   | Christie Roberts        |                   |
| 2007 | Elizabeth: The Golden Age                     | Bess Throckmorton       |                   |
| 2008 | Stop-Loss                                     | Michelle Overton        |                   |
| 2009 | Bright Star                                   | Fanny Brawne            |                   |
| 2010 | Legend of the Guardians: The Owls of Ga'Hoole | Otulissa                | Voz               |
| 2011 | Limitless                                     | Lindy                   |                   |
| 2011 | Laugh Movie                                   | Amanda                  |                   |
| 2011 | Sucker Punch                                  | Sweet Pea               |                   |
| 2011 | W.E.                                          | Wally Winthrop          |                   |
| 2012 | The Girl                                      | Ashley                  |                   |
| 2012 | Seven Psychopaths                             | Kaya                    |                   |
| 2014 | RoboCop                                       | Clara Murphy            |                   |
| 2015 | Solace                                        | Agente Katherine Cowles | Direto para vídeo |
| 2016 | Lavender                                      | Jane                    |                   |
| 2017 | 6 Days                                        | Kate Adie               |                   |
| 2017 | Three Billboards Outside Ebbing, Missouri     | Anne Willoughby         |                   |
| 2017 | Geostorm                                      | Agente Sarah Wilson     |                   |
| 2018 | Where Hands Touch                             | Kerstin                 |                   |
| 2018 | Perfect                                       | Mãe                     |                   |
| TBA  | The Virtuoso                                  |                         |                   |
| TBA  | Blackout                                      | Anna                    |                   |

### Televisão
| Ano  | Título                       | Papel             | Nota         |
| ---- | ---------------------------- | ----------------- | ------------ |
| 1997 | Wildside                     | Simone Summers    |              |
| 1999 | Close Contact                | Sara Boyack       |              |
| 2000 | Water Rats                   | Marie Marchand    | 1 episódio   |
| 2001 | Outriders                    | Reggie McDowell   | 26 episódios |
| 2001 | Life Support                 | Penne No. 1       | 10 episódios |
| 2003 | White Collar Blue            | Antonia McAlister |              |
| 2003 | Marking Time                 | Tracey            |              |
| 2014 | Klondike                     | Belinda Mulrooney | 6 episódios  |
| 2018 | Jack Ryan                    | Cathy Mueller     | 7 episódios  |
| 2019 | Secret Bridesmaids' Business | Melanie           | 6 episódios  |

## Prêmios e Indicações
| Ano  | Resultado | Premiação                               | Indicação                                                             | Título       |
| ---- | --------- | --------------------------------------- | --------------------------------------------------------------------- | ------------ |
| 2006 | Indicada  | AFI Award                               | Melhor Atriz                                                          | Candy        |
| 2006 | Venceu    | FCCA Award                              | Melhor Atriz em um Papel Principal                                    | Candy        |
| 2006 | Indicada  | IF Award                                | Melhor Atriz                                                          | Candy        |
| 2005 | Venceu    | Miami Film Festival                     | Melhor Performance Dramática - Competição Mundial de Cinema           | Somersault   |
| 2004 | Venceu    | Australian Film Institute               | Melhor Atriz em um Papel de Liderança                                 | Somersault   |
| 2004 | Indicada  | Australian Film Institute               | Melhor Atriz em Papel de Apóio ou Principal de Drama ou Comédia na TV | Marking Time |
| 2004 | Venceu    | Film Critics Circle of Australia Awards | Melhor Atriz                                                          | Somersault   |
| 2004 | Venceu    | IF Award                                | Melhor Atriz                                                          | Somersault   |
| 1999 | Venceu    | Young Actor's Award                     |                                                                       | Wildside     |